# 饭田汲事
饭田汲事（日语：／ Iida Kumeji ?，1909年2月21日—2000年7月17日），日本地震学家，出生于日本长野县下水内郡常盤村，于2000年7月17日去世，享年91岁。其主要贡献有制定石本－饭田式和海啸等级。

## 贡献
1939年与日本地震学家石本巳四雄共同发表了《一个观测点记录到的地震动的最大振幅和出现频度的关系表达式》（石本－饭田式）。
作为海啸研究的世界权威而闻名，与今村明恒共同制定的海啸等级时至今日也被广为使用。
研究过数次日本国内地震事件。其中于1979年浓尾地震的研究最为有名。

## 生平
- 旧制饭山中学（现长野县饭山北高等学校）毕业，松本高等学校理科甲类毕业。
- 1934年：東京帝国大学理学部地震学科毕业。
- 1940年：转到商工省地质调查所。
- 1943年：陆军省技師。
- 1944年：東京大学理学博士，发布「地壳物质弹性特性研究」。
- 1946年：战后，恢复地质调查所原职。
- 1954年：就任名古屋大学理学部教授。
- 1960年：成为日本地震学会（日语：日本地震学会）会长。
- 1966年：名古屋大学犬山地壳形变观测所第一任所长。
- 1972年：退休，成为名古屋大学名誉教授。
- 1973年：就任愛知工业大学（日语：愛知工業大学）教授。
- 1978年：成为日本地震学会（日语：日本地震学会）荣誉会员。
- 1980年：被授予旭日章。
- 2000年：去世，追授正四位。

## 主要论文

### 独立撰写
- 地震初始方向分布与海啸初始方向分布关系研究 （页面存档备份，存于） 地震 第1輯 Vol.12 (1940) No.1 P6-14, doi:10.14834/zisin1929.12.6
- 地震动的震级及其峰值振荡周期 （页面存档备份，存于） 地震 第1輯 Vol.13 (1941) No.3 P67-74, doi:10.14834/zisin1929.13.67
- 地面压力对回弹波速变化率的影响[J]. Geophysical Exploration, 1950, 2.
- 重力异常和地下结构, 特别是在濃尾平原的情况[J]. 測地学会誌, 1959, 5.
- 地球物理勘探技术的历史与展望[J]. Geophysical Exploration, 1968, 21.
- 对生命线防灾的建议[J]. 地震译文集, 1990(1):57-62.

### 共同撰写
- 岸上冬彦：昭和14年5月1日男鹿地震的海啸 （页面存档备份，存于） 地震 第1輯 Vol.11 (1939) No.8 P365-371, doi:10.14834/zisin1929.11.365
- 志知竜一、松浦宏：犬山地壳形变的连续观测 （页面存档备份，存于） 測地学会誌 Vol.14 (1969) No.4 P144-155, doi:10.11366/sokuchi1954.14.144
- 坂部和夫：深沟断层在三河地震中的延伸 （页面存档备份，存于） 地震 第2輯 Vol.25 (1972) No.1 P44-55
- 多田堯：小型和超小型地震震级与峰期的关系 （页面存档备份，存于） 地震 第2輯 Vol.25 (1972) No.4 P295-301
- 正木和明、楓重彦、飯田汲事：1978年伊豆大岛地震的破坏和地震烈度 愛知工業大学研究報告 14号,1979年3月31日
- 谷口仁士：从脉动测量结果确定的地面应变分布 愛知工業大学研究報告 15号,1980年3月31日
- 谷口仁士：人工地面地震损伤预测 （页面存档备份，存于） 地震工学研究発表会講演概要 Vol.17 (1983) P359-362, doi:10.2208/proee1957.17.359
- 正木和明、坪井利弘：在名古屋网格划分点上的土层S波放大幅值的分布 （页面存档备份，存于） 地震 第2輯 Vol.34 (1981) No.1 P135-144